# 북부긴귀박쥐
북부긴귀박쥐(Nyctophilus daedalus)는 애기박쥐과에 속하는 박쥐의 일종이다. 오스트레일리아 북부 지역의 토착종이다. 종들 사이의 높은 수준의 형태학적 변이는 다수의 독특한 형태의 복합체임을 보여준다.